# El hijo de Saúl
El hijo de Saúl (en húngaro: Saul fia) es una película húngara dramática del 2015, dirigida por László Nemes. Se exhibió en el Festival de Cine de Cannes 2015, donde ganó el Grand Prix.

## Sinopsis
Ambientada en el Holocausto de la Segunda Guerra Mundial, Saul es un prisionero judío del campo de concentración de Auschwitz. Su tarea allí es trabajar en el crematorio quemando los cadáveres de sus compañeros prisioneros de su propio pueblo. Un día se topa con el cuerpo de un joven muchacho que parece ser su propio hijo.

## Reparto
- Géza Röhrig como Saul.
- Levente Molnár como Abraham.
- Urs Rechn como Biedermann.
- Sándor Zsótér como Doctor.
- Todd Charmont como Braun.
- Uwe Lauer como Voss.
- Christian Harting como Busch.
- Kamil Dobrowolski com Mietek.

## Recepción
Después de su estreno en el Festival de Cine de Cannes de 2015, la película fue recibida con gran aclamación por parte de la crítica. En la crítica para The Guardian, Peter Bradshaw dice: "Esta asombrosa ópera prima, es una película de
terror de extraordinario enfoque y valentía. A la cual le otorgó: ★★★★★ (sobre 5)" Por otro lado Eric Kohn de Indiewire dice: "La aterradora 'Son of Saul' no se parece a ningún
thriller sobre el Holocausto que hayas visto antes. Desarrolla un poderoso canto a partir de la pura
naturaleza devastadora de sus eventos, mientras se
resiste a la más mínima exageración."  En la crítica de The Hollywood Reporter escrita por Boyd van Hoeij: "Absolutamente incómoda de ver, pero montada de
manera sorprendente y segura, la película es una
poderosa experiencia auditiva y visual."  De Variety, Justin Chang escribe: "El director húngaro Laszlo Nemes hace un poderoso
debut con este sombrío e inquebrantable drama sobre el
Holocausto, un ejercicio magistral en la privación de
narrativa y en la sobrecarga sensorial que remodela
horrores familiares en términos atrevidamente
existenciales."  De Fotogramas, Philipp Engel dice: "Nemes logra el más justo de los equilibrios: una
inusitada mirada neutra, exacta, real, sin
sentimentalismos, ni sensacionalismos impacta
globalmente por su sobriedad, su rigor, su precisión
formal, por unos planos prodigiosos". Desde México, Leonardo García Tsao de Diario La Jornada dice: "Lo interesante en la resolución formal del debutante
Nemes es cómo utilizó la cámara en mano. Así, las
terribles acciones no se muestran sino se sugieren, bajo
una siniestra banda sonora compuesta de gritos, golpes
y otros sonidos inquietantes."  En Rotten Tomatoes, la
película tiene un 96% de índice de aprobación basado en 151 comentarios de los críticos, con una media de 8,7 de 10. En Metacritic, la película ha recibido una puntuación media de 89 de 100 basada en 39 críticos, indicando "aclamación universal".

## Premios y nominaciones
Ganadora del premio Óscar 2016 a mejor película en habla no inglesa. En el Festival de Cine de Cannes ganó el Gran Premio y el FIPRESCI Prize, además de haber estado en la competición principal. La película también ganó el premio François Chalais y el premio Vulcan. En junio de 2015, se anunció que Son of Saul representaría a Hungría en los premios Óscar en la categoría de Mejor película extranjera.
| Premio                            | Categoría                      | Receptor     | Resultado |
| --------------------------------- | ------------------------------ | ------------ | --------- |
| Premios Óscar                     | Mejor película extranjera      | László Nemes | Ganador   |
| Festival de Cannes 2015           | Grand Prix du Jury             | László Nemes | Ganador   |
| Festival de Cannes 2015           | FIPRESCI Prize                 | László Nemes | Ganador   |
| Festival de Cannes 2015           | François Chalais Prize         | László Nemes | Ganador   |
| Festival de Cannes 2015           | Vulcan Award                   | Tamás Zányi  | Ganador   |
| Festival de Cannes 2015           | Camera d'Or                    | László Nemes | Nominado  |
| Festival de Cannes 2015           | Palme d'Or                     | László Nemes | Nominado  |
| Crítica de San Francisco          | Mejor película extranjera      | Son of Saul  | Ganadora  |
| Online Film Critics Society       | Mejor película extranjera      | Son of Saul  | Ganadora  |
| Crítica de Washington D. C.       | Mejor película extranjera      | Son of Saul  | Ganadora  |
| Crítica Online de Nueva York      | Mejor película extranjera      | Son of Saul  | Ganadora  |
| Crítica Online de Boston          | Mejor película extranjera      | Son of Saul  | Ganadora  |
| Círculo de Críticos de Nueva York | Mejor película de un debutante | Son of Saul  | Ganadora  |
| Globos de Oro                     | Mejor película extranjera      | Son of Saul  | Ganadora  |
| Crítica de Los Ángeles            | Mejor película extranjera      | Son of Saul  | Ganadora  |
| Crítica de Los Ángeles            | Mejor actor                    | Géza Röhrig  | Finalista |
| National Board of Review          | Mejor película extranjera      | Son of Saul  | Ganadora  |
| Premios Satellite                 | Mejor película extranjera      | Son of Saul  | Ganadora  |